# Forel (Vaud)
Pour les articles homonymes, voir Forel.
Forel est une commune suisse du canton de Vaud, située dans le district de Lavaux-Oron.

## Histoire
Le plus ancien document citant la commune de Forel est daté de 1140. Il s'agit d'un acte de donation de Guy de Maligny, évêque de Lausanne, en faveur de l'abbaye du Lac de Joux. Le second document concerne les forêts de la commune et le suivant, celui-ci datant de 1274, se réfère à une transaction passée en septembre entre Hugues sire de Palézieux et les moines de l'Abbaye cistercienne de Haut-Crêt aux Tavernes ; elle concerne des pâturages.
En 1298, Pierre et Garnier de Palézieux cèdent, moyennant finance, le hameau de Forel (connu de nos jours sous le nom de « En Forel » et qui donnera par la suite le nom à l'ensemble de la commune) et les forêts environnantes à Louis  de Savoie. Deux ans plus tard, ce même baron de Vaud vend, pour 600 livres lausannoises, le territoire de Forel à l'évêque de Lausanne. Elle entre dans la circonscription de la « Grande Paroisse de Villette ».
Après le départ de Lausanne du dernier prince-évêque, en 1536, et l'installation de l'administration bernoise, naît la Communauté ou Commune générale de Villette. Elle compte deux parties : les Monts (Forel) et le vignoble. Ce n'est qu'à partir de 1601 qu'un représentant des Monts participera aux réunions du « rière Conseil » (le conseil communal actuel), à Cully. L'occupation bernoise ne modifiera pas beaucoup la charge fiscale, d'origine féodale. Les Forellois payaient plusieurs impôts : les dîmes (sur les céréales, les vins, les légumes, le chanvre, le lin, le bétail nouveau-né et les champs de mise à culture nouvellement créés), la taille (impôt extraordinaire, mais malgré son nom assez fréquent), la ligeté (obligation de corvée en échange de la liberté de vendre ou de léguer ses biens) et la franchise (possibilité, rare, de se libérer de toute redevance).
La création du canton de Vaud en 1803 voit la naissance des districts, dont celui de Lavaux qui comprend bien sûr la Grande Commune de Villette et ses Monts (c'est-à-dire Forel).
Vingt plus tard, la Grande Commune de Villette est partagée. Le processus de partage est déclenché en 1822-1823 par l'envoi au Conseil d'État d'une série de pétitions des habitants d'Épesses, des Monts, de Villette et d'Aran. Celle en provenance de Forel, appuyée de 145 signatures des « ressortissants et habitants des Monts », est expédiée en janvier 1823. Deux autres seront envoyées, en appui de la première, montrant le fort désir d'obtenir l'autonomie communale.
En 1824, le Grand Conseil accepte le partage de la Commune de Villette en six communes : Cully et Chenaux (chef-lieu, Cully), Riex, Épesses, Grandvaux et Curson (chef-lieu, Grandvaux) Villette et Aran (chef-lieu, Villette) et Forel, qui comprend les monts de Villette.
Un Conseil provisoire de six membres est nommé lors d'une assemblée qui a lieu le 2 août 1824. Jean-François Noverraz, qui représente déjà les Monts aux réunions des Conseils à Cully, est choisi comme délégué à la future commune de Forel au sein de la délégation chargée du partage dont l'acte est signé le 11 août 1826 et approuvé par le Conseil d'État le 7 octobre suivant : la commune forelloise s'étend « de la borne de la Grangettaz vers Lutry en ligne directe à la Tour de Gourze et de là en ligne directe contre les bois De Romont à l'orient ».
L'assemblée électorale de la commune est convoquée pour les 13 et 14 novembre 1826 et le premier Conseil communal résulte composé des citoyens (tous des hommes âgés de trente ans et plus). Le Conseil communal, réuni le 14 décembre suivant, nomme à son tour les membres de la première municipalité forelloise. Les seules charges « indemnisées » sont : le syndic, les municipaux, le secrétaire, le boursier et l'huissier. Les bourgeois de la commune générale qui ont opté pour Forel ne doivent pas payer leur entrée en bourgeoisie, contrairement à ceux des cinq autres nouvelles communes du Bas.
Dès 1827, la Commune loue une chambre à En Forel, dans la ferme des Regamey jusqu'en 1974 (malgré la construction de la nouvelle ferme en 1848), pour y tenir les séances de la municipalité et du conseil communal. Le bureau communal est ensuite transféré au collège des Cornes de Cerf, le greffier et le boursier ayant quant à eux leur bureau à domicile, le boursier jusqu'en 1987.
En 2008, les districts vaudois sont réorganisés et Forel rejoint le nouveau district de Lavaux-Oron.

## Armoiries
Jusqu'au XXe siècle, Forel, comme du reste bien d'autres communes, n'a pas d'armoiries ; ce n'est qu'en 1919 qu'elles sont réalisées et adoptées. En langage héraldique, elles sont décrites comme « De gueules au massacre de cerf d'argent soutenant un F gothique du même ».
« 
Les armoiries rappellent par la lettre F le petit hameau dit En Forel, qui a donné son nom à la commune. Quant au massacre du cerf, il symbolise le grand hameau des Cornes de Cerf, devenu centre administratif »[citation nécessaire]. Elles sont officialisées par le Conseil d'État en février 1929.
L'explication la plus plausible de l'origine du lieu-dit Cornes de Cerf, attesté depuis le XVIIe siècle, est la présence d'un trophée (crâne de cerf orné de sa ramure) dans une pinte locale, témoignage assez logique du succès d'un chasseur de l'endroit.
Vu que la commune de Forel n'a été dotée d'armoiries qu'en 1929, il n'est pas étonnant que le drapeau communal ne voie le jour qu'en 1953. L'occasion de disposer d'un drapeau nait avec les fêtes du 150e anniversaire de la création du canton de Vaud. C'est pour cette célébration qu'il est demandé à une femme de coudre et broder le drapeau.
Pour le 700e anniversaire de la Confédération, la municipalité d'alors décide de créer un nouveau drapeau qui est inauguré solennellement en présence des autorités forelloises et de la population, avec la participation de la fanfare.

## Population

### Gentilé et surnom
Les habitants de la commune se nomment les Forellois.
Ils sont surnommés les Cerfs.
De 1550 à 1990
Au XVIe siècle, on peut mettre un nom sur une des habitantes de la commune : Genon Chervet. Elle a été condamnée « pour paillardise, infanticide, sorcellerie et maléfices ».
À la même époque, à côté d'une population stable, d'un nombre indéterminé, vivent sur les Monts de Villette des gens pratiquement sans aucun droit, en provenance de Savoie. Ils étaient tolérés pour un an au plus car ils étaient des saisonniers. On les appelait alors des grangiers : domestiques logeant dans des granges appartenant aux familles de la Paroisse de Villette. C'était dans ces granges que le bétail estivait, les vignerons de cette paroisse possèdent des bêtes.
Dans le registre de la taille pour le bailliage de Lausanne, ouvert en 1550, les noms des gens du lieu apparaissent. Il s'agit des Aymon, Bastian, Bugnion, Barraud, Bujard, Bolomey, Chappuis, Dumont, Ducret, Forney, Jordan, Maillard, Regamey. Un livre du XVIe siècle contient la liste des « focages (foyers) de dessus le mont de la Paroisse de Villette ». Elle a été établie entre 1574 et 1606. On y retrouve des noms tels que : Richard, Jaques, Lamberlêt, Bron, Ducrôt, Crôt, Fayet, Desfaye, Collet, Hugonêt.
Du XVIe au XVIIIe siècle, la toponymie permet également de connaître d'autres noms de famille. Ce sont des habitants qui possédaient, à Forel, des terrains sur lesquels ils construisirent des granges. C'est le cas des Capochon, Châtelan, Chesaux, Riond, Davel, Maillardoz, Murisier, Chevillard, Mazaley, Pélisson, Pellaud et Colomb qui ont laissé leurs patronymes (parfois déformés) à des fermes actuelles ou à des lieux-dits fonciers.
Grâce à deux éléments principaux de référence, nous apprenons qu'au XVIIIe siècle les habitants des Monts de Villette s'appelaient (il s'agit là d'un choix touchant surtout les familles encore forelloises) : Bastian, Bolomay, Bovard, Bovet, Bujard, Chapuis, Corday, Crot, Cuénoud, Dony, Duboux, Duflon, Dumard, Fauquex, Fonjallaz, Gilliéron, Murisier, Noverraz, Pallaz, Parisod, Paschoud, Richard, Rouge et Vuanaz. Ils étaient pratiquement tous des paysans.

### Espérance de vie et démographie
Si l'espérance moyenne de vie était, en Suisse, de 46 ans vers 1900 (aujourd'hui elle se situe au-dessus des huitante ans), elle ne dépasse pas les 35 ans dans le Pays de Vaud de la seconde moitié du XVIIIe siècle (et cette moyenne ne tient pas compte des mort-nés).
À titre de projection, en cinq ans (de 1751 à 1755), le Forel d'alors a connu 93 décès dont 29 enfants (étant donné qu'un des moyens de soulager les effets de la pauvreté était celui de gagner quelques sous en prenant des enfants des villes en nourrice, la mortalité infantile s'en trouve augmentée) ; la moyenne du total des décès est de 32,9 ans. Néanmoins, dix personnes sont décédées à un âge allant de 75 à 100 ans (dont un Jonas Ketter, de Frauenfeld, mort en 1752 à 90 ans, et Betty Jaquemoz, morte centenaire).
En 1798, la population de Forel (toujours désignée comme étant géographiquement Les Monts de Villette) se monte à 813 habitants: 172 chefs de familles sont des bourgeois, 10 sont des Vaudois et 2 sont originaires de Suisse alémanique (Berne). Les agriculteurs sont au nombre de 169. En voici quelques-uns: Bastian, Bovet, Chapuis, Chollet, Cordey, Delessert, Desmeules, Dony, Ducros, Dumard, Gavin, Gilliéron, Lambellet, Lavanchy, Mercanton, Noverraz, Palaz, Parisod, Paschoud, Pauly, Regamey, Richard, Rouge et Testuz.
Il est intéressant de savoir que les Vaudois furent des précurseurs en ce qui concerne les recensements. En effet, en 1798 déjà, ils firent le premier recensement vaudois, puis les recensements du canton se poursuivirent avec, en 1831 : 1 006 habitants à Forel, en 1837 : 983, en 1841 : 985 et en 1849 : 1 055 habitants.
Les recensements fédéraux furent lancés dès 1850. Dès cette date, la commune voisine entre 1 000 et 1 150 âmes.
Au XXe siècle et dès 1900 commence un déclin démographique progressif, malgré l'immigration, dès 1914, de familles paysannes alémaniques. Dès 1950, l'exode rural s'accentue. Puis, dans les années septante, la population augmente et ce jusqu'à nos jours.

## Politique

### Législatif
Les conseillers communaux sont élus au suffrage universel dans un système majoritaire (moitié des voix plus une). Il peut y avoir une deuxième votation si l'élection est incomplète. Elle se déroule alors à la majorité relative. Une liste de « cardinaux » ou « viennent ensuite » est également soumise à élection. Si un Conseiller communal démissionne, il sera remplacé par le premier des « viennent ensuite ».
Le Conseil communal forellois est formé de 55 membres. Il y a un huissier, un secrétaire et un président.

### Exécutif
Dès l'origine, la loi vaudoise précise que les Municipalités seront nommées par le Conseil communal. Le Conseil nomme le Syndic choisi entre les membres de la Municipalité. C'est ainsi que, pendant quelque 156 ans, les Autorités forelloises assumèrent une volonté politique, limitée, bien sûr, par les lois promulguées par le Canton et la Confédération.
Dès et y compris 1982, l'autorité exécutive est désignée directement par le peuple. Quant au Syndic, il est également élu au suffrage universel, sauf s'il n'y a qu'un candidat. C'est la manière de faire qui régit encore actuellement. Forel, par son étendue et sa tradition, a une Municipalité de sept membres, y compris son Syndic.

## Temple
Église protestante projetée aux frais du canton de Vaud, en 1838, par l'architecte lausannois Henri Perregaux. Elle est conçue selon un plan traditionnel avec chevet à trois pans, comme on l'observe déjà au temple de Mézières (1706), modèle du genre. Perregaux reprend le même schéma aux temples des Charbonnières, de La Praz, et de Huémoz. Ce projet, longtemps renvoyé pour des raisons financières, n'est réalisé aux Cornes-de-Cerf qu'en 1868-1869, soit après la mort de Perregaux, sous la direction de l'architecte Louis Vuillemin. Inscrite à l'inventaire cantonal du patrimoine en 1990.

## Transports publics
La commune est desservie par la ligne 365 (Servion-Poste - Sallaz) des Cars Postaux, ainsi que par le PubliCar.

## Éducation

### Collège du Grenet
Le Collège du Grenet, construit au XIXe siècle, accueille deux classes primaires : une de troisième année, l'autre de quatrième. Il a été rénové en été 1998.